# Kulturzentrum Sinsteden

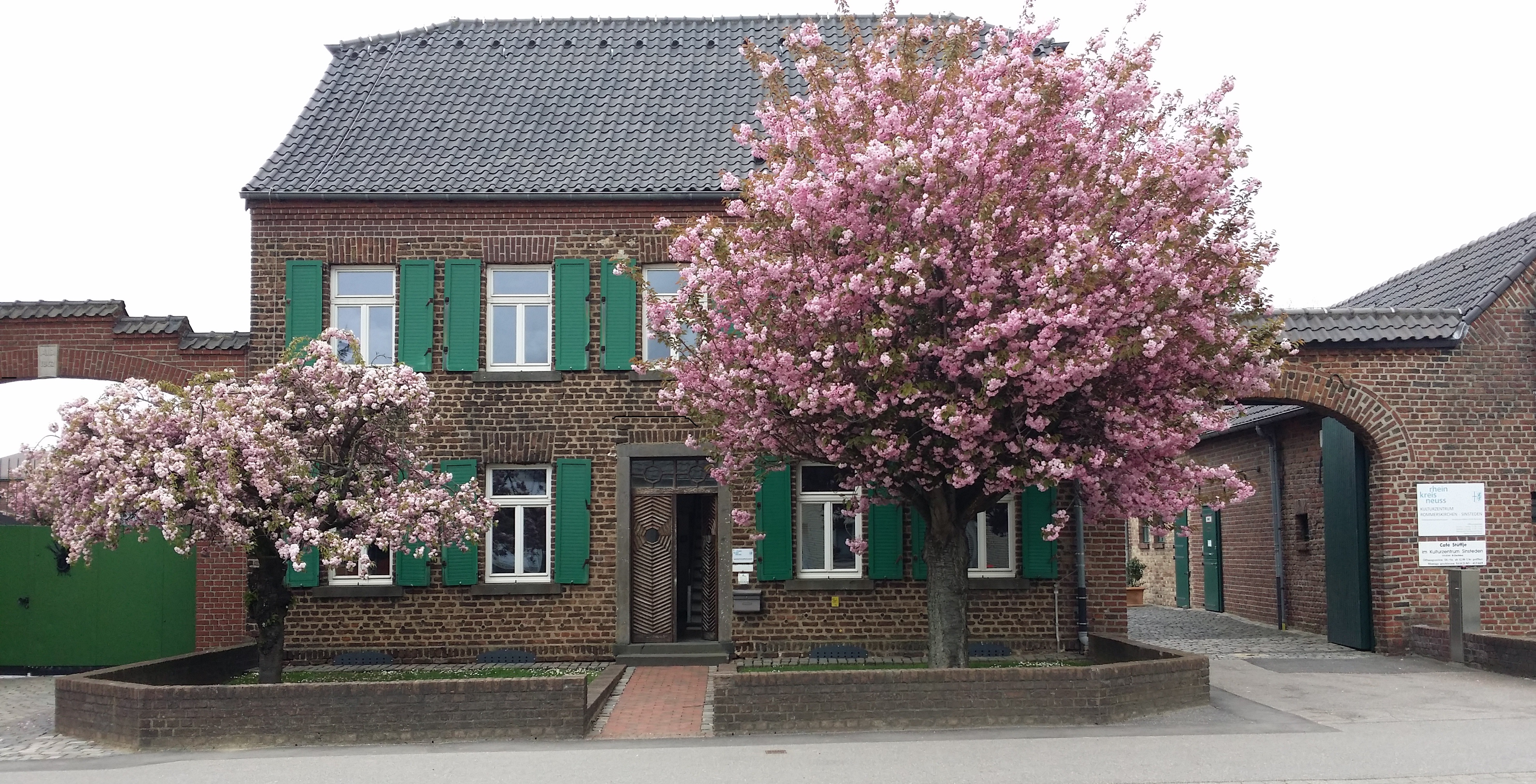
Frontale Gesamtansicht des Eingangsbereiches des Kulturzentrums Sinsteden

Das Kulturzentrum Sinsteden ist ein Museum im Ortsteil Sinsteden der Gemeinde Rommerskirchen im nordrhein-westfälischen Rhein-Kreis Neuss.

## Geschichte

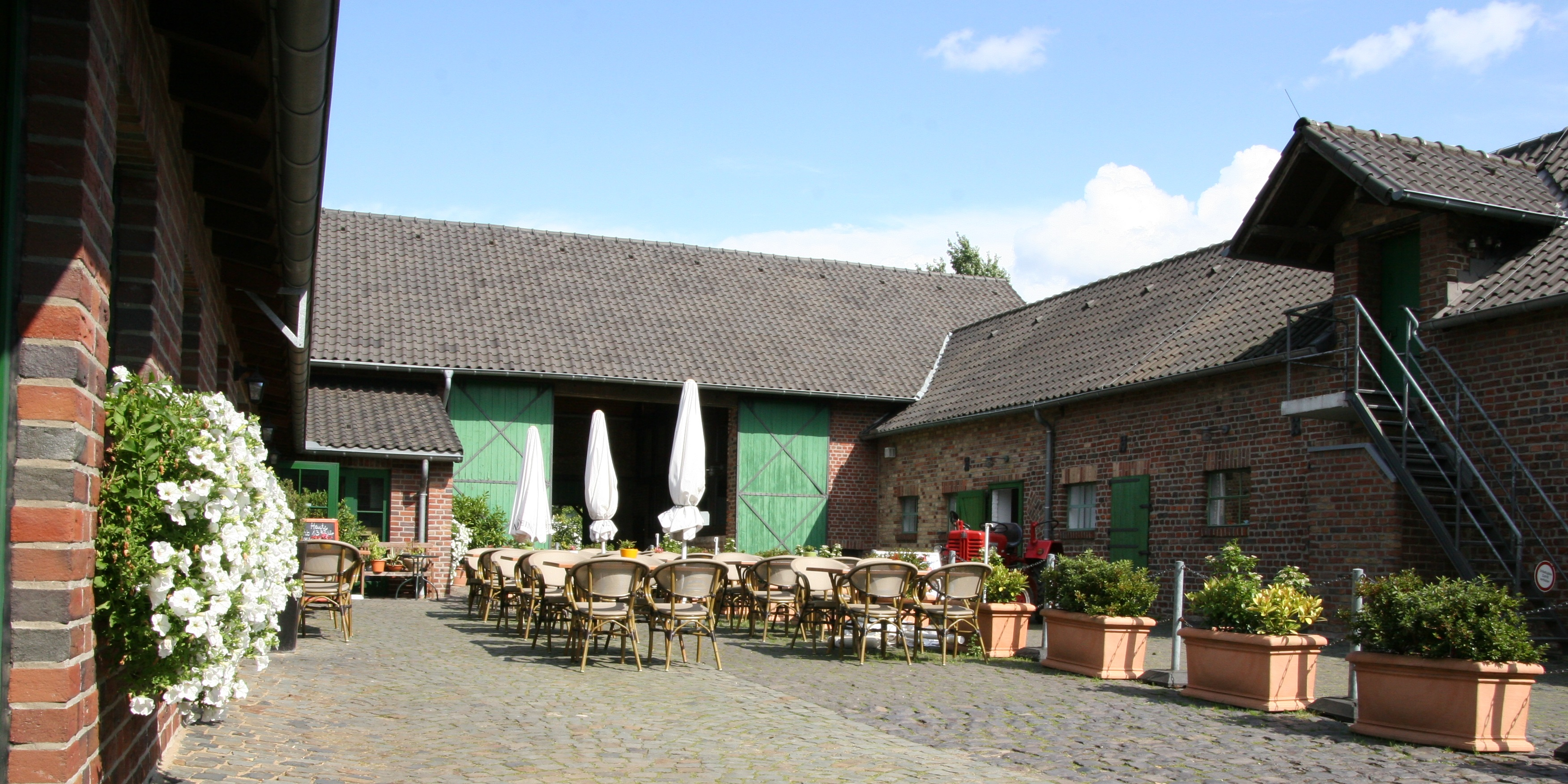
Blick in den Vierkanthof des Kulturzentrums Sinsteden

Zwei gegensätzliche Sammlungen, bilden das Kulturzentrum Sinsteden des Rhein-Kreises Neuss. Es sind die Skulpturen-Hallen Ulrich Rückriem und das Landwirtschaftsmuseum.
Der Rhein-Kreis Neuss, der zwischen den Städten Köln, Düsseldorf und Mönchengladbach liegt, ist seit jeher stark landwirtschaftlich geprägt. Um diese Tradition aufrechtzuerhalten, fasste man 1989 einen Grundsatzbeschluss zur Gründung eines Landwirtschaftsmuseums.
In Sinsteden befand sich eine bis dahin landwirtschaftlich genutzte und recht verfallene Hofanlage. Der nach fränkischen Vorbildern errichtete Vierkanthof und das dazugehörige vier Hektar große Außengelände wurden angekauft und in den kommenden Jahren nach und nach restauriert.
Schon bald kamen die ersten landwirtschaftlichen Geräte ins Museum, die zwar restaurierungsbedürftig waren, aber wunderbare Zeitzeugen für die Technisierung der Landwirtschaft darstellten. Als die Ausstellungsfläche im Hof für die großen Geräte zu klein wurde, pachtete der Rhein-Kreis Neuss 1993 eine 3.000 m große Lagerhalle an, die sich in direkter Nachbarschaft befand. 2006 wurde diese Halle für das Landwirtschaftsmuseum schließlich angekauft und saniert.
Die Firma CASE IH, die ein großes Werk im Neusser Hafen bis 1997 betrieb, stellte eine größere Anzahl alter landwirtschaftlicher Geräte und Traktoren zur Verfügung und übergab diese zusammen mit dem letzten vom Band gelaufenen Traktor an das Kulturzentrum Sinsteden. Mit dieser Sammlung erhielt das Landwirtschaftsmuseum überregionale Bedeutung, da nun die Technisierung der Landwirtschaft über einen längeren Zeitraum anschaulich an gut erhaltenen und restaurierten Geräten dargestellt werden kann.
Auf dem Gelände des Landwirtschaftsmuseums und hinter dem Vierkanthof gelegen wurden vom Rhein-Kreis Neuss, der Stiftung zur Kulturpflege und Kulturförderung der Sparkasse Neuss und Ulrich Rückriem 1993 zwei weitere schlichte Hallen errichtet, in denen die Skulpturen - Sammlung des Bildhauers Ulrich Rückriem dauerhaft ein neues Zuhause fand.
Die Grünanlage, die beide Einrichtungen miteinander verbindet und gemeinschaftlich von Ulrich Rückriem und dem Rhein-Kreis Neuss neu gestaltet wurde, zeigt verschiedene Aspekte der Landschaft und Landschaftsgestaltung, die auf die Kunst ebenso Bezug nehmen wie auf das Landwirtschaftsmuseum. Hier zeigt sich die Verbindung beider Einrichtungen.

## Skulpturen-Hallen Ulrich Rückriem

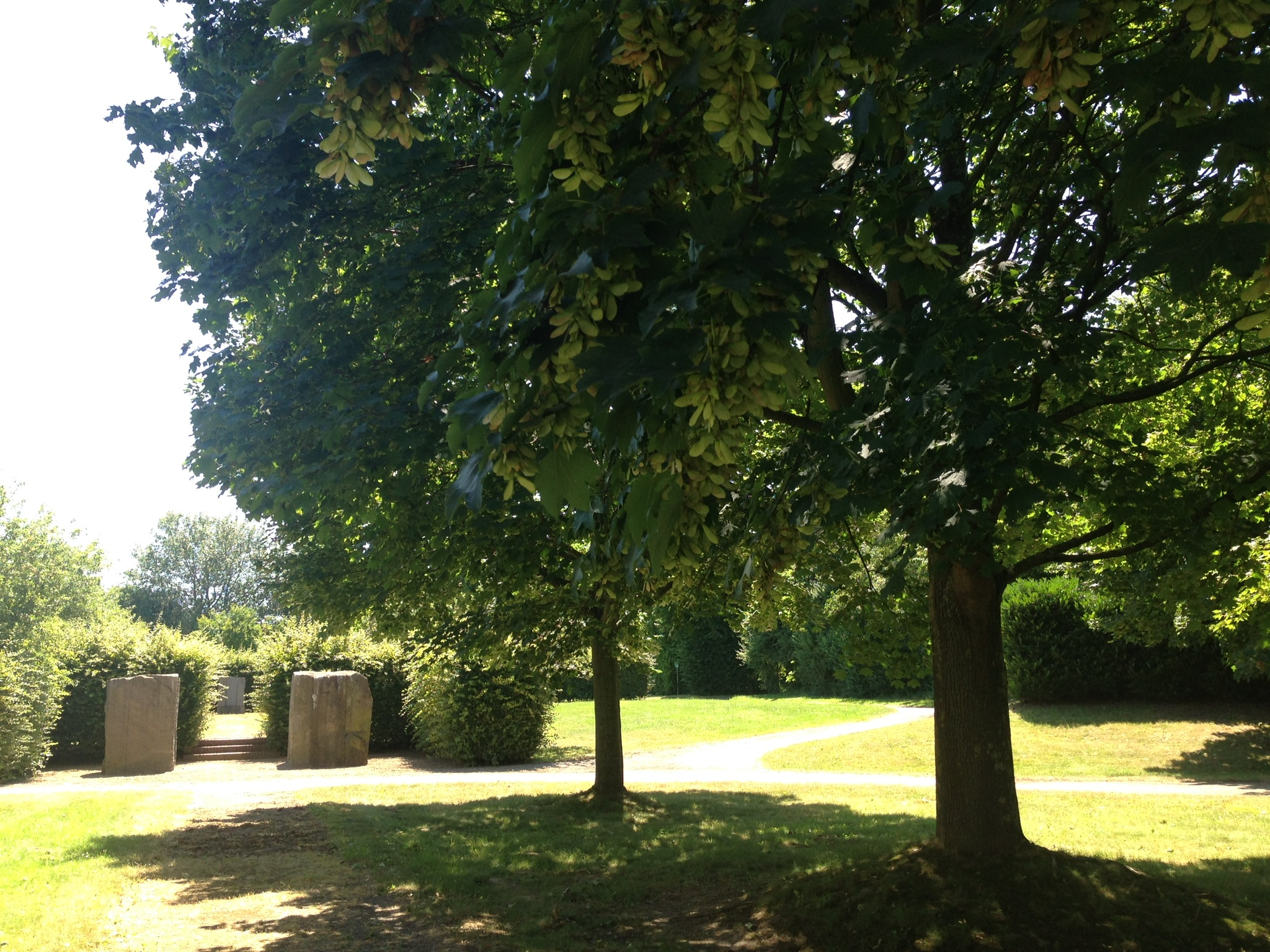
Blick in das Außengelände des Kulturzentrums Sinsteden

Auf der Ackerfläche hinter dem Landwirtschaftsmuseum plante Ulrich Rückriem zwei schlichte, weiße Hallen, die von außen wie landwirtschaftliche Zweckbauten wirken. Sie ordnen sich in das bestehende Gefüge der Agrarlandschaft ein und wurden 1994 eröffnet. Die Architektur ist funktional und nüchtern, eine Stahlkonstruktion trägt das Hallendach. Die Wände aus Kalksandstein sind von Innen gegen die Stahlpfeiler gesetzt, so dass sich eine durchgehende Fläche ergibt. Ebenso wie das äußere Erscheinungsbild legte Rückriem die Einteilung des Innenraumes fest. Nicht tragende, jedoch den Außenwänden entsprechend gemauerte Wände wurden eingezogen und bilden unterschiedliche Raumgrößen mit rechteckigem oder quadratischem Grundriss. Oberhalb der äußeren Mauer und unterhalb des Daches verläuft ein Fensterband, das eine natürliche Beleuchtung der Skulpturen von schräg oben schafft. Für Rückriem ist es die ideale Lichtführung, der konsequenterweise auf künstliche Beleuchtung verzichtet.
Die neutrale Kulisse und der konsequente Verzicht auf didaktische Tafeln oder einen vorgegebenen Rundgang bieten dem Betrachter keine Möglichkeit der Ablenkung. Er bewegt sich zwischen den Skulpturen, manchmal innerhalb einer Installation und wird aufgefordert, sich mit dem Material, der Bearbeitung des Steines und dem Aufbau zu beschäftigen.
Auch im Außenbereich schafft Ulrich Rückriem, durch historische Parks und Gärten beeinflusst, heute Skulpturen, die mit dem Aufstellungsort eine Verbindung eingehen. Da die Grünanlage in Sinsteden neu gestaltet wurde, konnte Ulrich Rückriem verschiedene Gestaltungselemente der Landschaftsarchitektur andeuten und unterschiedliche Kriterien zur Art der Aufstellung definieren. Mal sind es mit Hilfe von Hecken gestaltete Räume, die seine Skulpturen einfassen, mal setzt er Bäume auf einer freien Fläche nach einem bestimmten Raster.

## Landwirtschaftsmuseum

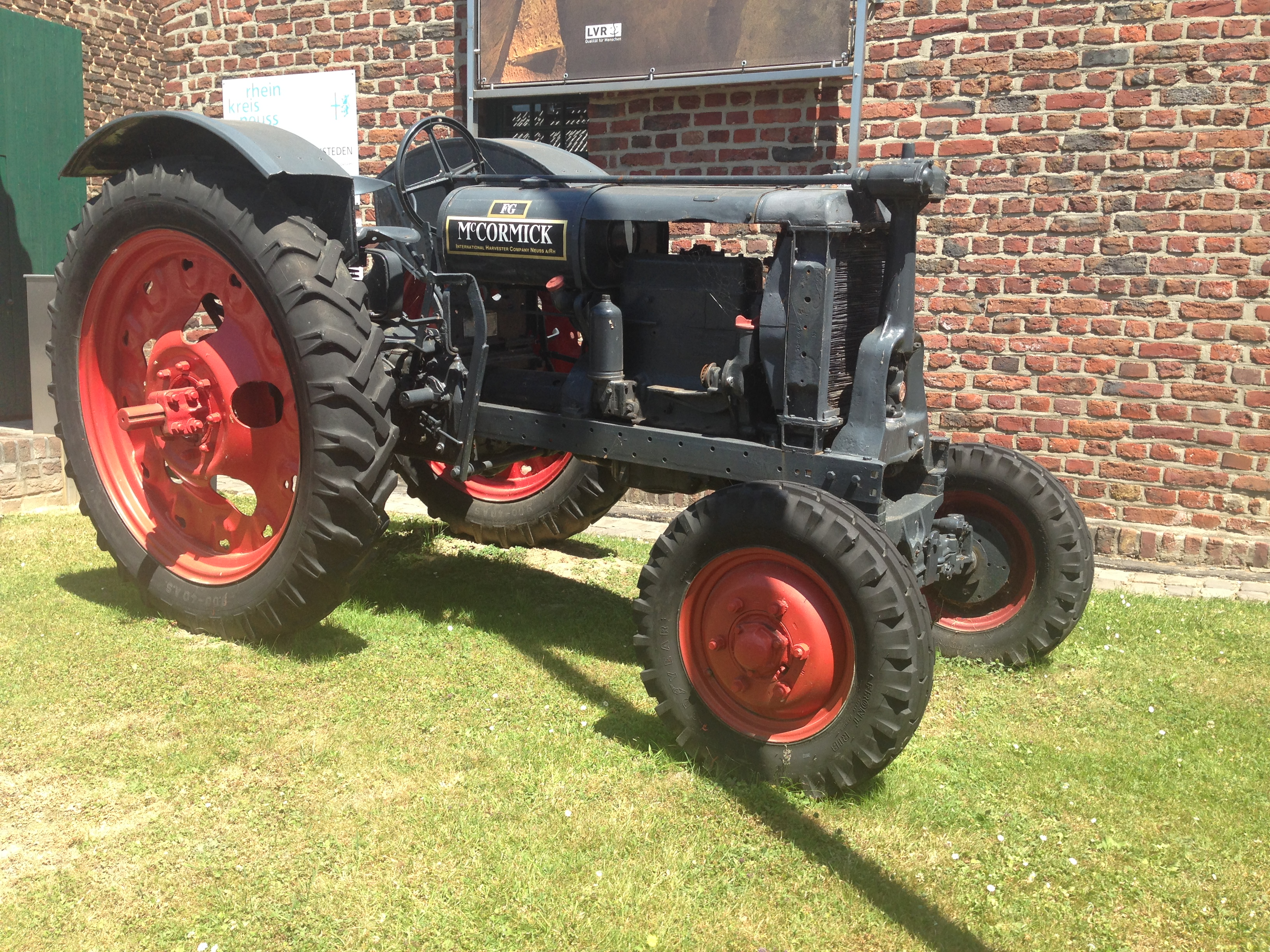
McCormick Schlepper vor dem Eingang des Kulturzentrum Sinsteden

Im Landwirtschaftsmuseum sind Produkte, die in dieser Region angebaut wurden in das Konzept genommen. Anhand ausgestellter Geräte sieht man, wie vor 150, 100 und 50 Jahren der Boden bearbeitet, die Aussaat vorgenommen und geerntet wurde. Am Beispiel dieser Geräte ist die Entwicklung des Ackerbaus abzulesen und damit verbunden enorme Veränderungen für die Landwirtschaft, die Einfluss auf die dörfliche Gemeinschaft und schließlich die Bevölkerung genommen haben.
In den Ausstellungsräumen des Hofes werden neben temporären Ausstellungen einige Grundlagen der Landwirtschaft gezeigt, wie die unterschiedlichen Bodenarten am Beispiel zweier Profile von Parabraunerde und Sandboden und die Grundsätze der Fruchtfolge, der zeitlich aufeinanderfolgende Anbau verschiedener Feldfrüchte auf einer Fläche. Der Anbau von Zuckerrüben und Getreide wird erklärt und die unterschiedlichen Getreidearten dargestellt.
In einem weiteren Raum wird die Geschichte und der vielfältige Einsatz der Rheinischen Kaltblutpferde dargestellt, Geschirre zeigen die Anspannungsformen und alte, handgeschriebene Zuchtbücher geben Auskunft über die Erfolge dieser Pferdezucht.
Die Ausstellungshalle des Landwirtschaftsmuseums zeigt acht thematische Schwerpunkte: sie sind neben der Bodenbearbeitung und der Einsaat und Düngung die Produktion von Getreide und Hackfrüchten. Mit der Grünlandbewirtschaftung wird die Herstellung von Raufutter für die Tiere behandelt. Die Hofwirtschaft stellt die Weiterverarbeitung des Getreides und Geräte vor, die auf dem Hof verwendet wurden, wie Förderbänder, Dunggreifer, Mühlen und Quetschen. Aber auch die unterschiedlichen Antriebsarten vom pferdebetriebenen Göpel bis zum Antriebsmotor werden gezeigt. Mit den Zugtieren und den unterschiedlichen Kutschen wird ein Bereich des Archivs der Rheinischen Kaltblutzucht präsentiert.
Die Traktoren der Firma CASE IH in der Mitte der Halle bilden eine Technik-Achse, die die Entwicklung seit den 40er Jahren des letzten Jahrhunderts dokumentiert.

## Sammlungen und Institute

### Archäologische Sammlung
Die archäologische Sammlung der Gemeinde Rommerskirchen kam als Leihgabe 1997 ins Landwirtschaftsmuseum und zeigt Fundstücke eines Bauernhofes aus römischer Zeit. Am südwestlichen Rand des Ortsteils Nettesheim-Butzheim wurden 1987 die Grundmauern eines Gebäudes, der ‚villa rustica’, ausgegraben. Der Bauernhof wurde um 100 n. Chr. erbaut und bestand etwa 175 Jahre lang. Es gab verschiedene Bauphasen.
Weitere archäologische Fundstücke aus dem Rhein-Kreis Neuss befinden sich im Rheinischen Landesmuseum Bonn des Landschaftsverbandes Rheinland. Für einen längeren Zeitraum erhält das Landwirtschaftsmuseum die Möglichkeit, die Sammlung der Gemeinde Rommerskirchen um Kostbarkeiten aus dem Landesmuseum zu erweitern, die aus verschiedenen Epochen, wie der Bronze-, der römischen und der fränkischen Zeit stammen.

### Rheinisches Kaltblut-Archiv
1997 erhielt das Landwirtschaftsmuseum von der Kreiszüchterzentrale das Kaltblutarchiv des rheinischen Pferdes, das alte Fotografien, Zuchtbücher und die Dokumentation des Rheinischen Pferdestammbuches vom ersten Band von 1895 bis zum 48. Band von 1949 umfasst.
Der Einsatz der Pferde als Zugtiere in der Landwirtschaft begann erst im frühen Mittelalter, als die verbesserte Anspannung mit Kummet oder Sielengeschirren eine effektive Verwendung vor dem Pflug möglich machte. Diese Pferde waren relativ klein, da sie überwiegend als Reitpferde eingesetzt oder vor den Wagen gespannt wurden. Ochsen blieben weiterhin die wichtigsten Zugtiere und wurden erst mit der Züchtung schwerer Ackerpferde ersetzt. Im Rheinland wurden diese Pferde mit Gründung des Rheinischen Pferdestammbuches 1892 gezüchtet. Es sollte „ein kräftiges, gut gebautes, tiefes Pferd kaltblütigen Schlages mit starken Knochen und freien Bewegungen“ sein. Die rheinischen Kaltblutpferde, die aus den Belgiern hervorgegangen sind, waren sehr beliebt und wurden auf Weltausstellungen nach Paris 1900 und Madrid 1926 geschickt. Über die Rheinische Pferdezentrale wurden zahlreiche Versteigerungen durchgeführt, der größte Umsatz war 1941 mit 4.635 Pferden.
Die Ablösung der Zugtiere und vor allem der Kaltblutpferde durch Traktoren dauerte in den Industrieländern weniger als 30 Jahre, sie begann in Deutschland bereits vor dem Zweiten Weltkrieg und war 1960 abgeschlossen. 1954 wurden die letzten rheinischen Kaltbluthengste in das Landgestüt nach Warendorf gebracht, da mit der Schließung des Landgestütes Wickrath das vorläufige Ende der Rheinischen Kaltblutzucht besiegelt war.

### Wissenschaftlicher Geflügelhof - Das "Bruno-Dürigen-Institut"
Auf Initiative des Bundes Deutscher Rassegeflügelzüchter e.V. (BDRG) und in Zusammenarbeit mit Rehkämper von der Heinrich-Heine Universität in Düsseldorf wurde in direkter Angliederung an das Kulturzentrum Sinsteden der Wissenschaftliche Geflügelhof (WGH) gegründet und 2004 eröffnet.
Der wissenschaftliche Geflügelhof verfolgt das Ziel, Kenntnisse der Biologie des Rassegeflügels zu erarbeiten, die sowohl der biologischen Grundlagenforschung als auch dem wissenschaftlich begründeten Tierschutz dienen. Drei Themenschwerpunkte stehen im Mittelpunkt: die wissenschaftliche Forschung, Öffentlichkeitsarbeit und der Erhalt genetischer Vielfalt.

### Institut für angewandte Hippologie
2003 wurde das Institut für angewandte Hippologie von Volker Raulf und Cornelia Dreyer – Rendelsmann mit Sitz in Sinsteden gegründet. Es geht um Landwirtschaft mit Zucht, Haltung und Fütterung, um Sport mit allen Fachgebieten von der Trainingsphysiologie bis zur Pädagogik, um Medizin von der Kolikoperation bis zur Verhaltensforschung, um Ethik und Kunst.

## Wechselausstellungen und Veranstaltungen

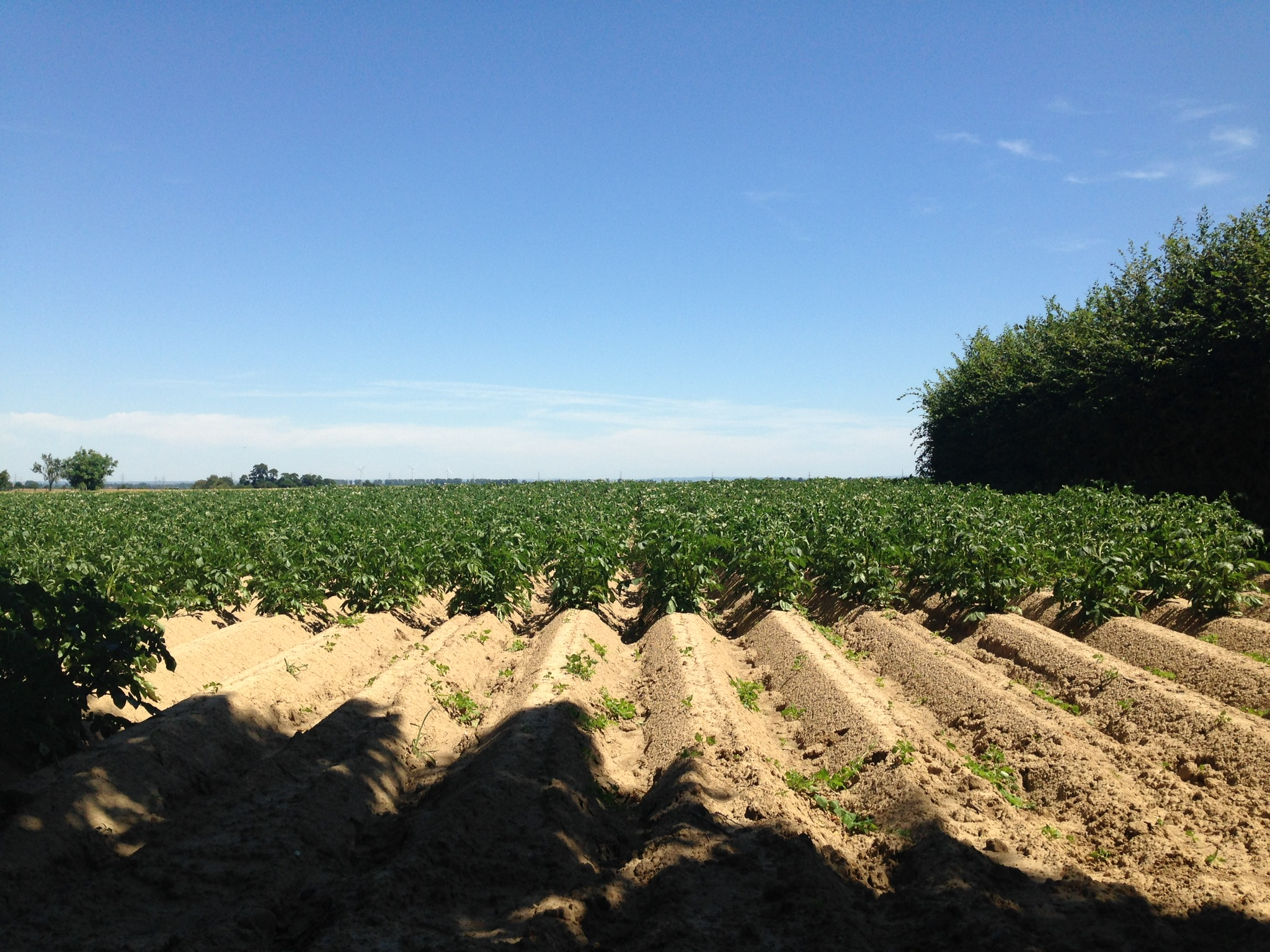
Ansicht eines Kartoffelfeldes in Sinsteden

Im Spannungsfeld zwischen Kunst und Landwirtschaft mit den Dauerausstellungen, die sich auf drei Hallen über das Gelände verteilen, werden auf dem Hof zusätzlich temporäre Ausstellungen und Veranstaltungen angeboten. Es sind Themen zur zeitgenössischen Kunst, wie Ausstellungen mit Anne Behrens, Herbert Böttger, Abraham David Christian, Danica Dakic, Elliott Erwitt, Horst Hahn, Magdalena Jetelova, Jürgen Klauke, Edward Koinberg, Maria Lehnen, Klaus Mettig, Petra Ottkowski, Otto Pankok, Sandra del Pilar, Michael Snoek, Ulrich Rückriem oder Horst Wackerbarth.
Parallel zu Kunstausstellungen werden Themen zur Landwirtschaft gezeigt, wie den Getreide- und Zuckerrübenanbau im Rheinland, Geschichte der Baumwolle, Geschichte des Champagners, Salz – Produktion und Handel in der Ténéré, Land und Landwirtschaft in Äthiopien und im Jemen, Rund um’s Wasser, Kaltblutpferde in der Landwirtschaft‚ Maultiere, Tiergesundheit im Spiegel der Geschichte‚ Pferdewelten, Schwein gehabt oder Themen zur Geschichte ‚Neuer‘ Pflanzen oder Heilpflanzen. Kulturhistorisch werden Themen zur Blues-Musik oder den sieben Todsünden gezeigt.

### Bluesfestival
Einmal im Jahr verwandelt sich die historische Hofanlage in einen Festivaltreff für Freunde der Blues- und Rockmusik. Aufgrund der erfreulichen Resonanz und um die Wartezeit zwischen den Festivals zu verkürzen, bietet das Kulturzentrum mit der Konzertreihe „Powerblues live“ zusätzlich dreimal im Jahr weitere musikalische Highlights mit national und international bekannten Künstlern.

### Sinstedener Klassik
Die Sinstedener Klassik wurde 2018 von der Robert-Schumann-Hochschule Düsseldorf, der Deutschen Kammerakademie Neuss und dem Kulturzentrum Sinsteden des Rhein-Kreises Neuss in Leben gerufen, um junge und talentierte Musiker während ihres Studiums zu fördern. Die Musiker sollten bis 30 Jahre alt sein und schon an Wettbewerben erfolgreich teilgenommen haben. Es werden vier Konzerte angeboten, die sich über das Jahr verteilen.
Zwei Konzerte der Sinstedener Klassik sind den Preisträgern des Sieghardt-Rometsch-Wettbewerbes vorbehalten. Dieser Wettbewerb besteht aus einem Wettbewerb für Soloinstrumente und Sologesang im Sommersemester und einem Wettbewerb für Kammermusik im Wintersemester der Robert-Schumann Hochschule. Ein drittes Konzert der Sinstedener Klassik stellt die Stipendiaten der Kammerakademie Neuss vor, die sich ebenfalls durch besondere Leistungen qualifiziert haben. Das vierte Konzert gestaltet die Musikschule des Rhein-Kreises Neuss, hier werden die Preisträger des Wettbewerbes ‚Jugend musiziert‘ vorgestellt.
Die klassische Musik wird durch eine ungezwungene Atmosphäre an einem ungewöhnlichen Konzertort, dem Kulturzentrum Sinsteden, einem breiten Publikum erlebbar gemacht. Es bildet eine Kulisse für Darbietungen, die sonst den Besuchern von Konzerthallen und Opernhäuser vorbehalten bleiben.